# Випадкове знайомство Фатті
Випадкове знайомство Фатті (англ. Fatty's Chance Acquaintance) — американська короткометражна кінокомедія Роско Арбакла 1915 року.

## Сюжет
Фатті знайомиться з дівчиною в парку, а вона виявляється подружкою кишенькового злодія.

## У ролях
- Роско «Товстун» Арбакл — Фатті
- Біллі Беннетт — дружина Фатті
- Гаррі МакКой — кишеньковий злодій
- Мінта Дарфі — дівчина кишенькового злодія
- Френк Гейз — поліцейський
- Хелен Карлайл — дівчинка з гаманцем
- Біллі Волш — її хлопець
- Глен Кавендер — офіціант
- Тед Едвардс — продавець морозива
- Гроувер Лігон — його покупець